# Insignia de Partido de Núremberg

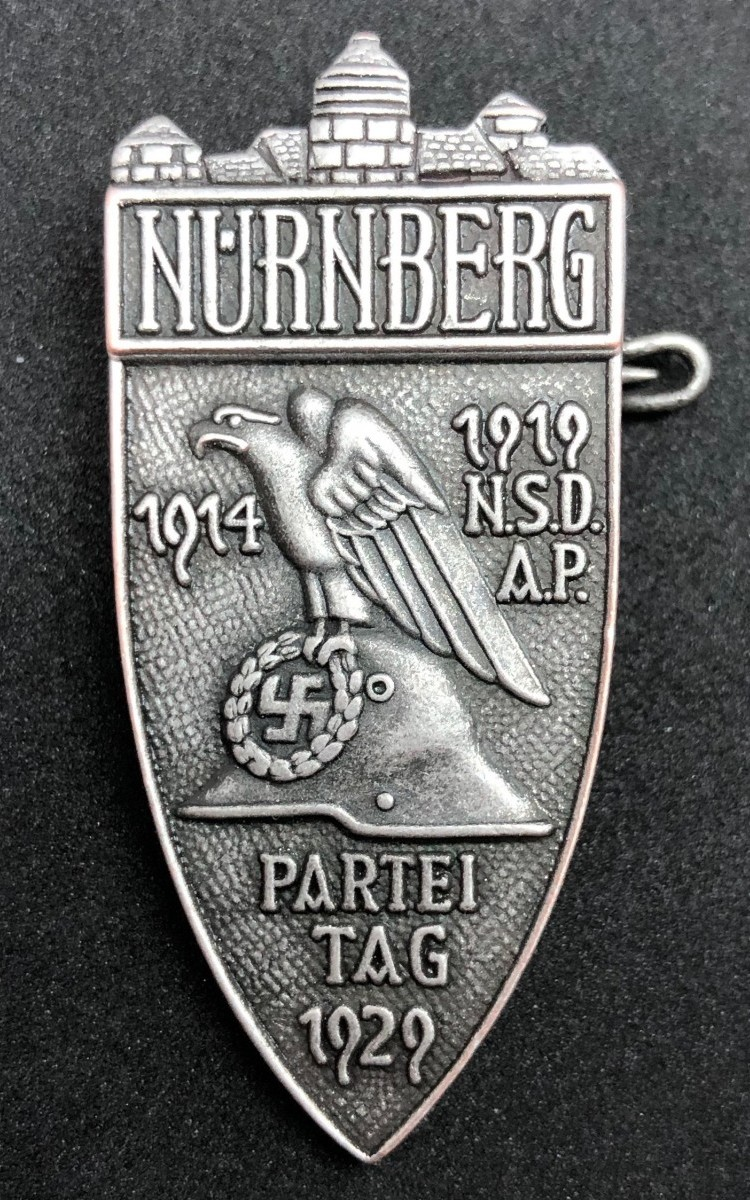
Insignia de Partido de Núremberg.

La Insignia de Partido de Núremberg (en alemán: Das Nürnberger Parteiabzeichen von 1929) fue una condecoración política muy venerada del Partido Nazi (NSDAP). Fue la segunda insignia reconocida como un premio nacional del partido.
También conocida como la "Insignia de Partido de Núremberg de 1929", la insignia se otorgó a los miembros del Partido Nazi que habían asistido a la concentración nacional en la ciudad de Núremberg. Una insignia de honor especial, el Partido a través de regulaciones del 6 de noviembre de 1936, estableció la insignia para el 4.º Reichsparteitage der NSDAP (4.º Día Nacional del Partido) en Núremberg del 1 al 4 de agosto de 1929. El Gauleiter otorgó el permiso para usar la insignia del Partido de Núremberg. (Líder Superior del Distrito). Hitler y el jefe de la Cancillería del Partido Nazi, Martin Bormann, podrían retirar el uso de la insignia.
Después de la fundación de la Alemania nazi, la Insignia de Partido de Núremberg adquirió un símbolo de la "Vieja Guardia" y fue exhibida con frecuencia por líderes de alto rango, incluido Adolf Hitler (quien normalmente no llevaba un exceso de premios del NSDAP) en las posteriores reuniones en Núremberg. La insignia debía llevarse en el lado izquierdo del pecho de un uniforme. Medía 21 mm de ancho por 48 mm de alto; mostraba el castillo de Núremberg en la parte superior con la palabra "Nürnberg" debajo de él. Un águila sentada sobre un casco estaba en el centro con la inscripción "1914-1919 NSDAP Parteitag" alrededor.